# Histoire de la philosophie occidentale
Ne pas confondre avec Histoire de la philosophie en Occident.
Histoire de la philosophie occidentale est un livre de Bertrand Russell, publié en 1946.